# Ташко Мамуровски
Ташко Мамуровски е историк от Република Северна Македония.

## Биография
Ташко Мамуровски е роден през 1937 година в мъгленското село Долно Родиво, Гърция. През 1945 година се присъединява към комунистическата Тайна освободителна македонска организация, а по-късно емигрира в СФР Югославия.